# John Ashbery

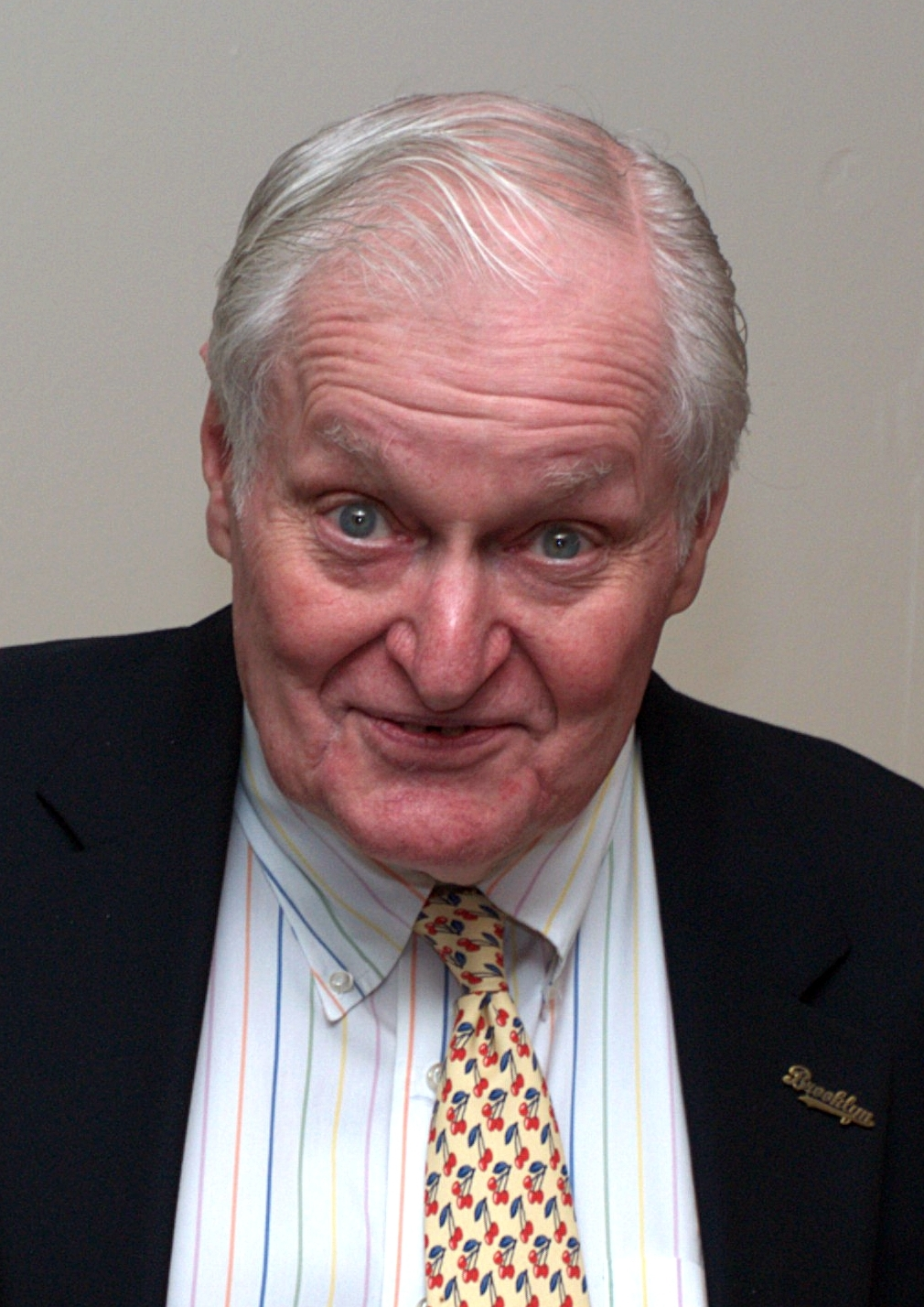
John Ashbery (2010)

John Ashbery (* 28. Juli 1927 in Rochester; † 3. September 2017 in Hudson) war ein US-amerikanischer Dichter und Pulitzer-Preisträger.

## Leben
John Ashbery wurde 1927 in Rochester geboren und wuchs im Norden des Bundesstaats New York bei seinen Großeltern bis zum siebten Lebensjahr auf. Er studierte an der Harvard-Universität, wo er Kenneth Koch, Frank O’Hara und James Schuyler kennenlernte. Für sie und Barbara Guest wurde später der Begriff New York School of Poets geprägt. Hierbei handelte es sich um eine Avantgarde-Bewegung, die Spontaneität und Humor betonte und damit einen Gegenpol zu den eher akademisch ausgerichteten Lyrikern der Zeit bildete. 1975 erhielt er für den Band Self-Portrait in a Convex Mirror unter anderem den Pulitzer-Preis. Ashbery lehrte bis 2008 am Bard College im Bundesstaat New York. Er war einige Jahre Kolumnist für Kunst der Zeitungen Herald Tribune und Newsweek.
Seine Dichtung ist oft „subjektlos“, ohne die klare Stimme eines Ich-Erzählers. Seine Gedichte befassen sich häufig mit der Beziehung zwischen Chaos und Kunst und bilden die Erfahrung des Bewusstseins nach. Trotz seiner Spontaneität wird sein Werk von vielen als schwer zugänglich angesehen. Dem Dichter James Dickey zufolge ist seine Dichtung „sehr schwer oder vielleicht unmöglich“. Andere sehen seinen Stil als befreiend. Harold Bloom, ein wichtiger Kritiker an der Yale University, betrachtet ihn als den wichtigsten Dichter der Vereinigten Staaten nach dem Zweiten Weltkrieg.
1980 wurde er zum Mitglied der American Academy of Arts and Letters, 1983 der American Academy of Arts and Sciences und 2006 der Accademia dei Lincei ernannt. 1985 war er MacArthur Fellow. 1992 erhielt er den internationalen Antonio-Feltrinelli-Preis und 2011 einen National Book Award für sein Lebenswerk. Außerdem war er Mitglied der Ehrenlegion (Offizier) und Träger des Ordre des Arts et des Lettres (Ritter). Ashbery wohnte mit seinem Ehemann David Kermani in New York City.

## Werke
- Turandot and Other Poems. 1953.
- Some Trees. 1956 (Yale Younger Poet Prize)
- The Tennis Court Oath. 1962.
- Rivers and Mountains. 1966.
- The Double Dream of Spring. 1970.
- Three Poems. 1972.
- The Vermont Notebook. 1975.
- A Nest of Ninnies (Roman, zusammen mit James Schuyler)
- Self-Portrait in a Convex Mirror (Pulitzer-Preis, National Book Award, National Book Critics Circle Award)
  - deutsch: Selbstporträt im konvexen Spiegel: Gedichte 1956–1977. Hanser Verlag, München 1980, ISBN 978-3-446129-72-6.
- Houseboat Days. 1977.
- As We Know. 1979.
- Shadow Train. 1981.
- A Wave. 1984 (Bollingen Prize, Leonare Marshall Poetry Prize)
  - deutsch: Eine Welle. Gedichte (1979–1987). Hanser Verlag, München 1988, ISBN 978-3-446-14632-7.
- April Galleons. 1987.
- The Ice Storm. 1987.
- Flow Chart. 1991.
  - deutsch: Flussbild/Flow Chart. deutsch/englisch. Luxbooks Verlag, Wiesbaden 2013, ISBN 978-3-939557-29-6.
- Hotel Lautréamont. 1992.
  - deutsch: Hotel Lautréamont. Residenz Verlag, Salzburg, 1995, ISBN 978-3-701708-93-2.
- And the Stars Were Shining. 1994.
- Can You Hear, Bird? 1995.
- Wakefulness. 1998.
- Girls on the Run. 1999.
- Your Name Here. 2000.
- 100 Multiple-Choice Questions. 2000.
- Other Traditions. Essays. 2000.
- As Umbrellas Follow Rain. 2001.
- Chinese Whispers. 2002.
- Where Shall I Wander. 2005.
- Selected Prose 1953–2003. 2005.
- A Worldly Country. 2007.
  - deutsch: Ein weltgewandtes Land. deutsch/englisch. Luxbooks Verlag, Wiesbaden 2010, ISBN 978-3-939557-26-5.
- Notes from the Air: Selected Later Poems. 2007 (Griffin Poetry Prize)
- Planisphere. HarperCollins, New York, NY 2009, ISBN 978-0-06-191521-5, Ecco, New York, NY 2010, ISBN 978-0-06-191522-2.

## Übersetzungen
- Flussbild / Flow Chart. Ein Gedicht, zweisprachig, übersetzt aus dem Amerikanischen von Matthias Göritz und Uda Strätling. luxbooks, Wiesbaden 2012, ISBN 978-3-939557-29-6.
- Ein weltgewandtes Land. Gedichte, zweisprachig, übersetzt von Gerhard Falkner, Uljana Wolf, Joachim Sartorius u. a., luxbooks, Wiesbaden 2010, ISBN 978-3-939557-26-5.
- Die Liebeszinsen. Gedichte. Übersetzt von Erwin Einzinger. Reche, Neumarkt in der Oberpfalz 2006, ISBN 978-3-929566-51-2.
- Mädchen auf der Flucht. Ausgewählte Gedichte (= Edition Akzente). Übersetzt von Joachim Sartorius u. a. Hanser, München 2002, ISBN 3-446-20226-9.
- Und es blitzten die Sterne. Gedichte. Übersetzt von Erwin Einzinger. Residenz, Salzburg 1997.
- Hotel Lautréamont. Gedichte. Übersetzt von Erwin Einzinger. Residenz, Salzburg 1995.
- Ein Haufen Idioten. Roman. Übersetzt von Erwin Einzinger. Residenz, Salzburg 1990.
- Eine Welle. Ausgewählte Gedichte (1979–1987). Übersetzt von Joachim Sartorius. Hanser, München 1988, ISBN 978-3-446-14632-7.
- Selbstporträt im konvexen Spiegel. Ausgewählte Gedichte (1956–1977). Übersetzt von Christa Cooper und Joachim Sartorius. Hanser, München 1977.
- Ruth Francken: 19. April bis 22. Mai 1961, Katalogbearbeitung und Gestaltung: Karl-Heinz Hering und Ewald Rathke, Übersetzung des Textes von John Ashbery aus dem Englischen: Rüdiger von Schmeidel, Fotos: Robert David, Kunstverein für das Rheinland und Westfalen, Düsseldorf 1966, DNB 451335880.